# Xhurdebise
Xhurdebise est un hameau de la commune et ville belge de Malmedy située en Région wallonne dans la province de Liège. 
Avant la fusion des communes de 1977, Xhurdebise faisait déjà partie de la commune de Malmedy

## Situation
Situé à 2,5 km au sud du centre de Malmedy au sommet d'une colline couverte de prairies (altitude avoisinant les 450 m), le hameau de Xhurdebise compte une douzaine d'habitations bâties le long d'une seule rue. Le hameau se prolonge à l'ouest par le hameau d'Otaimont.